# متوکسی‌اتان
متوکسی‌اتان (به انگلیسی: Methoxyethane) یک ترکیب شیمیایی است. شکل ظاهری این ترکیب، مایع بی‌رنگ است.
مولکول:C3H8O و C3H7OH 
ایزومرهایی دارد که در آنان شمار اتم‌های سازنده برابر است؛ اما شیوه برقراری پیوند متفاوت است و خواص مولکول‌ها نیز متفاوت می‌شود.
شماره ۱ و ۲ ایزومر شاخه‌ای‌اند و این دو با ۳ ایزومر عاملی هستند. ترکیب شماره یک ۱-پروپانول ؛ ترکیب شماره دو propan-2-ol یا ایزوپروپیل الکل و ترکیب شماره سه متوکسی‌اتان نامیده میشود.

## مشخصات فیزیکی
متوکسی‌اتان یک گاز شفاف و بیرنگ با بوی دارو مانند است. تراکم آن از آب کمتر بوده و بخارات آن از هوا سنگین‌تر است. اگر به مدت طولانی در معرض آتش یا حرارت قرار گیرد ممکن است به شدت از هم گسیخته شده و یا حالت انفجاری پیدا کند.